# Murray Bartlett

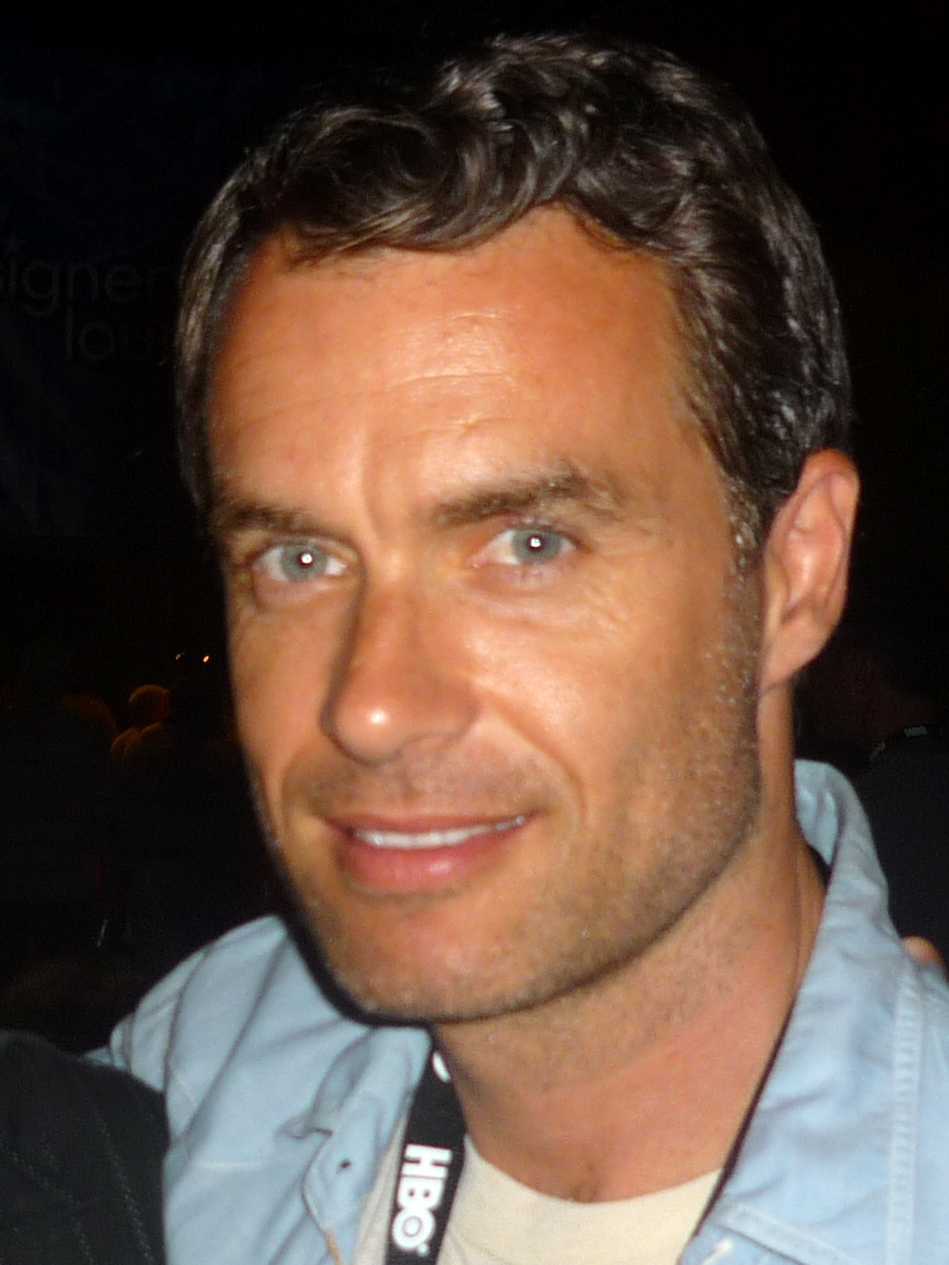
Murray Bartlett (2008)

Murray Bartlett (* 20. März 1971 in Sydney, New South Wales) ist ein australischer Schauspieler.

## Leben
Der in Sydney geborene Murray Bartlett schloss das Australia National Institute of Dramatic Art 1991 mit einem Abschluss in Darstellender Kunst ab. Bevor Bartlett als Schauspieler in den Vereinigten Staaten bekannt wurde, hat er an zahlreichen Projekten in seiner Heimat Australien mitgewirkt. So trat er in den Serien Die fliegenden Ärzte, Home and Away, A Country Practice und Nachbarn auf. 1999 hatte er seine erste Rolle in einer US-amerikanischen Fernsehserie. Als Douglas „D.K.“ Knox war er zwischen 1999 und 2003 in insgesamt vier Folgen der Serie Farscape zu sehen. 2002 verkörperte er in einer Folge der HBO-Serie Sex and the City den Oliver Spencer, einen guten Freund der Hauptfigur Carrie Bradshaw, dargestellt von Sarah Jessica Parker. Durch diese Rolle gelang ihm der Durchbruch als Schauspieler in den USA. Des Weiteren war er 2002 für mehrere Folgen bei McLeods Töchter und All My Children sowie in der australischen Serie The Secret Life of Us zu Gast. 2006 war Murray Bartlett neben Hugh Jackman Teil des Musicals The Boy from Oz bei der Australien-Tour 2006.
Zwischen 2007 und 2009 hatte er in der langlebigen Seifenoper Springfield Story für über 250 Folgen die Rolle des Cyrus Foley inne. 2009 und 2011 folgten jeweils ein Auftritt in den Fernsehserien White Collar sowie Damages – Im Netz der Macht. Von Januar 2014 bis März 2015 war Murray Bartlett Teil der Hauptbesetzung der HBO-Serie Looking, die das Leben eines schwulen Trios behandelt. Die anderen Hauptrollen werden von Jonathan Groff und Frankie J. Alvarez verkörpert.
Im Jahr 2022 gewann er für seine Nebenrolle als Armond in dem US-amerikanischen Fernsehmehrteiler The White Lotus einen Emmy.
Murray Bartlett lebt offen homosexuell.

## Filmografie (Auswahl)
- 1987: Die fliegenden Ärzte (The Flying Doctors, Fernsehserie, Folge 2x03)
- 1992: Home and Away (Seifenoper, 13 Folgen)
- 1992–1993: A Country Practice (Seifenoper, 3 Folgen)
- 1993: Nachbarn (Neighbours, Seifenoper, 4 Folgen)
- 1995: The Ferals (Fernsehserie, Folge 2x01)
- 1996: Beast – Schrecken der Tiefe (The Beast)
- 1996: G.P. (Fernsehserie, Folge 8x23)
- 1999: In Sachen Mord (Murder Call, Fernsehserie, Folge 3x04)
- 1999–2003: Farscape (Fernsehserie, 4 Folgen)
- 2000: Above the Law (Fernsehserie, Folge 1x13)
- 2000: Die 3 Stooges (The Three Stooges)
- 2002: Sex and the City (Fernsehserie, Folge 4x14)
- 2002: McLeods Töchter (McLeod’s Daughters, Fernsehserie, 3 Folgen)
- 2002: The Secret Life of Us (Fernsehserie, 6 Folgen)
- 2002: All My Children (Seifenoper, 8 Folgen)
- 2006: All Saints (Fernsehserie, Folge 9x02)
- 2007: Flight of the Conchords (Fernsehserie, Folge 1x05)
- 2007–2009: Springfield Story (The Guiding Light, Seifenoper, 257 Folgen)
- 2009: White Collar (Fernsehserie, Folge 1x09)
- 2011: August
- 2011: Damages – Im Netz der Macht (Damages, Fernsehserie, Folge 4x03)
- 2014: Good Wife (The Good Wife, Fernsehserie, 1 Folge)
- 2014–2015: Looking (Fernsehserie, 18 Folgen)
- 2019: Stadtgeschichten (Tales of the City, Miniserie)
- 2021: The White Lotus (Fernsehserie, 6 Folgen)
- 2022: Welcome to Chippendales (Miniserie)
- 2023: The Last of Us (Fernsehserie, Folge 1x03, Liebe mich, wie ich es will)
- 2024: Ponyboi
- 2025: Alfred Morettis Opus (Opus)
- 2025: O’Dessa